# Sphaerarthrum nigrithorax
Sphaerarthrum nigrithorax is een keversoort uit de familie soldaatjes (Cantharidae). De wetenschappelijke naam van de soort werd in 1969 gepubliceerd door Wittmer.